# An Introduction to Ellie Goulding
An Introduction to Ellie Goulding là đĩa mở rộng (EP) đầu tay của nữ ca sĩ kiêm nhạc sĩ người Anh Ellie Goulding, phát hành ngày 20 tháng 12 năm 2009 bởi Polydor Records. Đĩa được phát hành chỉ một thời gian ngắn sau khi Ellie nhận được giải thưởng BBC Sound of 2010.

## Danh sách bài hát
| Phiên bản tại Anh Quốc | Phiên bản tại Anh Quốc                      | Phiên bản tại Anh Quốc   | Phiên bản tại Anh Quốc |
| STT                    | Nhan đề                                     | Sáng tác                 | Thời lượng             |
| ---------------------- | ------------------------------------------- | ------------------------ | ---------------------- |
| 1.                     | "Under the Sheets"                          | Ellie Goulding Starsmith | 3:48                   |
| 2.                     | "Wish I Stayed" (acoustic version)          | Goulding                 | 4:02                   |
| 3.                     | "Wish I Stayed" (acoustic version) (video)  | Goulding                 | 3:57                   |
| 4.                     | "Roscoe" (phiên bản acoustic) (video)       | Tim Smith                | 3:27                   |
| 5.                     | "An Introduction to Ellie Goulding" (video) |                          | 2:34                   |
| Tổng thời lượng:       | Tổng thời lượng:                            | Tổng thời lượng:         | 17:48                  |

| Phiên bản tại Hoa Kỳ | Phiên bản tại Hoa Kỳ                 | Phiên bản tại Hoa Kỳ                | Phiên bản tại Hoa Kỳ |
| STT                  | Nhan đề                              | Sáng tác                            | Thời lượng           |
| -------------------- | ------------------------------------ | ----------------------------------- | -------------------- |
| 1.                   | "Starry Eyed"                        | Goulding Jonny Lattimer             | 2:56                 |
| 2.                   | "Guns and Horses"                    | Goulding John Fortis                | 3:34                 |
| 3.                   | "The Writer" (live acoustic version) | Goulding Lattimer                   | 4:12                 |
| 4.                   | "Lights"                             | Goulding Richard Stannard Ash Howes | 4:04                 |
| Tổng thời lượng:     | Tổng thời lượng:                     | Tổng thời lượng:                    | 14:46                |

## Lịch sử phát hành
| Khu vực  | Ngày                     | Định dạng      | Nhãn                                  |
| -------- | ------------------------ | -------------- | ------------------------------------- |
| Ireland  | 20 tháng 12 năm 2009     | Tải nhạc số    | Polydor Records                       |
| Anh Quốc | 20 tháng 12 năm 2009     | Tải nhạc số    | Polydor Records                       |
| Hoa Kỳ   | ngày 21 tháng 9 năm 2010 | CD tải nhạc số | Cherrytree Records Interscope Records |